# Animal Boy
Animal Boy – dziewiąty studyjny album zespołu Ramones, wydany w maju 1986 roku przez Sire Records.

## Lista utworów
1. „Somebody Put Something in My Drink” (Richie Ramone) – 3:23
2. „Animal Boy” (Dee Dee Ramone/Johnny Ramone) – 1:50
3. „Love Kills” (Dee Dee Ramone) – 2:19
4. „Apeman Hop” (Dee Dee Ramone) – 2:02
5. „She Belongs to Me” (Dee Dee Ramone/Jean Beauvoir) – 3:54
6. „Crummy Stuff” (Dee Dee Ramone) – 2:06
7. „My Brain Is Hanging Upside Down (Bonzo Goes to Bitburg)” (Joey Ramone/Dee Dee Ramone/Jean Beauvoir) – 3:55
8. „Mental Hell” (Joey Ramone) – 2:38
9. „Eat That Rat” (Dee Dee Ramone/Johnny Ramone) – 1:37
10. „Freak of Nature” (Dee Dee Ramone/Johnny Ramone) – 1:32
11. „Hair of the Dog” (Joey Ramone) – 2:19
12. „Something to Believe In” (Dee Dee Ramone/Jean Beauvoir) – 4:09

## Skład
- Joey Ramone – wokal
- Johnny Ramone – gitara
- Dee Dee Ramone – gitara basowa, wokal („Love Kills” i „Eat That Rat”)
- Richie Ramone – perkusja

Produkcja:
- Jean Beauvoir – producent